# Братц (фільм)
«Братц» (англ. Bratz: The Movie, 2007) — фільм, комедія Шона Макнамара. Прем'єра відбулась 3 серпня 2007 року (в Україні 1 листопада 2007).

## Сюжет
Розповідь про 4 дівчат-підлітків, які перейшли до нової школи і стикаються з тим, що донька директора розробила систему, де всі дружать по групах. Саша пішла в групу підтримки, Хлоя у спорті, Джейд займається хімією, а Жасмин, щоб не відчувати себе зовсім самотньою, записалася в газету коледжу. Але через два роки дівчата знову об'єднуються. Подруги вирішують взяти участь у конкурсі талантів, у якому традиційно вигравала Меридіт (та сама директорська дочка). Дівчата готують запальний номер, але Меридіт шантажує Жасмин тим, що якщо вони виступлять, то вона розповість неприємну правду про всіх її подруг; наприклад, коли мати Хлої працювала у них в будинку, то пропадали речі. Чи про те, що Джейд модно і яскраво одягається, але тримає це в секреті від своїх батьків. Жасмин каже дівчатам, що не братиме участі в конкурсі, і що їхнє рішення об'єднатися було помилкою. Дівчата сприймають це як зраду і сваряться. Але потім все ж таки вирішують з'ясувати, що ж стало причиною різкої зміни рішення Жасмин. Жасмин розповідає про витівки Меридіт і подруги знову миряться. Дівчата їдуть на конкурс і виграють.

## У ролях
- Лоґан Браунінґ — Саша
- Джанель Перріш — Джейд
- Наталіа Рамос — Жасмин
- Скайлер Шей — Хлоя
- Челсі Стауб — Меридіт
- Аннеліс ван дер Пол — Евері, подруга Меридіт
- Малез Джоу — Квін, подруга Меридіт

## Нагороди і номінації
| Номінації | Номінації     | Номінації                     | Номінації                                   |
| Рік       | Премія        | Категорія                     | Номінант                                    |
| --------- | ------------- | ----------------------------- | ------------------------------------------- |
| 2007      | Золота малина | Найгірша акторка              | Лоґан Браунінґ,Джанель Перріш,Наталіа Рамос |
| 2007      | Золота малина | Найгірший фільм               |                                             |
| 2007      | Золота малина | Найгірший актор другого плану | Джон Войт                                   |
| 2007      | Золота малина | Найгірший рімейк              |                                             |
| 2007      | Золота малина | Найгірша пара                 | Будь-яка комбінація двох персонажів         |

## Касові збори
Під час показу в Україні, що розпочався 22 листопада 2007 року, протягом перших вихідних фільм демонстрували на 35 екранах, що дозволило йому зібрати $83,148 і посісти 3 місце в кінопрокаті того тижня. Фільм опустився на четверту сходинку українського кінопрокату наступного тижня, хоч демонструвався на 33 екранах і зібрав за ті вихідні ще $48,708. Загалом фільм в кінопрокаті України пробув 3 тижні і зібрав $157,269, посівши 81 місце серед найбільш касових фільмів 2007 року.